# 2000 في كولومبيا
فيما يلي قوائم الأحداث التي وقعت خلال عام 2000 في كولومبيا.

## رياضة
- 26 يونيو – طواف كولومبيا 2000 الفائزون Héctor Palacio [الإنجليزية]‏، هيكتور كاستانيو، Alexánder Clavero ‏، Nu Colombia [الإنجليزية]‏، Raúl Montaña [الإنجليزية]‏، إيلدر هيريرا.

## مواليد

### نوفمبر
- 28 نوفمبر – إميليانا أرانجو لاعبة كرة مضرب.

### ديسمبر
- 24 ديسمبر – جيسوس فيريرا لاعب كرة قدم كولومبي.

## وفيات

### مايو
- 20 مايو – روبرتو ميلينديز (مواليد 1912) لاعب كرة قدم كولومبي.